# Odense Stadion
Odense Stadion (officielt: Nature Energy Park) er indviet i 1941 og er hjemmebanestadion for fodboldklubben OB og har før fungeret som landskampsstadion og lever op til UEFA's krav.
Stadionet består af fire tribuner:
- Albani-tribunen (A): 2771 pladser (VIP tribune)
- Richard Møller Nielsen-tribunen (B): 3496 pladser (stemnings- og hjemmebanetribune; har forøget kapacitet til liga- og pokalkampe pga. ståpladser)
- Barfoed Group-tribunen (C): 4764 pladser (hjemmebanetribune)
- 3F-tribunen (D): 2932 pladser (familie- og udebanetribune)

Tilskuerrekorden siden ombygningen i 1997 blev sat onsdag den 13. maj 2009, hvor OB mødte FC København. Fremmødet kom op på 15.486, og kampen endte 3-2 til OB.
Ud over fodbold danner Nature Energy Park ramme om flere musikarrangementer, bl.a. spillede Elton John i sommeren 2007.

## Historie
I 1996 besluttede Odense Byråd, at der skulle gennemføres en tiltrængt ombygning af Odense Stadion. Arbejdet med at gøre arkitekten Gert Anderssons tegninger til virkelighed blev indledt i efteråret, hvor der blev etableret flere siddepladser til erstatning for de hidtidige ståpladser. De nye tribuner stod klar i september 1997, og i 2004 blev der lagt varme i banen på Odense Stadion, således at stadionet levede op til DBU's stadionkrav. I 2005 købte Odense Boldklub hovedtribunen af Odense Kommune, hvorefter man ombyggede tribunen, så den var større og fik bedre VIP-faciliteter til sponsorere. Byggeriet begyndte i efteråret 2004, og stod færdigt i sommeren 2005. Efter Richard Møller Nielsens død blev EM skulpturen placeret foran indgangen til stadionet til ære for ham. Pladsen, som ligger lige ved siden af er ligeledes opkaldt efter ham.

### Sponsornavne
I juni 2005 solgte Odense Boldklub navnerettigheden til Odense Stadion til den største sponsor Fionia Bank, for at øge den årlige kapital, og stadionet kom til at hedde Fionia Park. I første omgang var det aftalt, at Fionia Park skulle være stadionets navn frem til 2014, men i 2010 gik Fionia Bank konkurs, og blev overtaget af Nordea Bank, som ikke ønskede sponsoratet af Odense Stadion.
Nordea Bank solgte navnerettighederne til Odense Stadion til energiselskabet TRE-FOR (pr. 2016: EWII), som skiftede navnet på Odense Stadion til TRE-FOR Park. Fra 23. oktober 2016 blev den omdøbt til EWII Park, da sponsoren skiftede navn.
I juni 2018 skiftede stadionet endnu en gang navn, nu til Nature Energy Park, efter a OB havde indgået en ny sponsoraftale med biogasselskabet Nature Energy. 